# Розейра
Розѐйра (на португалски: Roseira) е град в Южна Бразилия, щат Сао Пауло. Намира се на 120 km на североизток от Гуарульос. Населението му е 9527 души по данни от преброяването през 2009 г.

## Личности
В Розейра е роден футболистът Зито (1932-2015).